# Antiloops diskografi
Den här artikeln omfattar den nedlagda svenska elektroniska musikgruppen Antiloops diskografi.

## Diskografi

### Studioalbum
| Titel           | Album detaljer                                                                 | Listplacering | Listplacering | Certifikat |
| Titel           | Album detaljer                                                                 | SWE           | FIN           | Certifikat |
| --------------- | ------------------------------------------------------------------------------ | ------------- | ------------- | ---------- |
| LP              | - Släppt: Juni 1997 - Skivbolag: Stockholm Records, Fluid Records - Format: CD | 8             | —             | - GLF Guld |
| Fastlane People | - Släppt: 24 maj 2000 - Skivbolag: Stockholm Records - Format: CD              | 8             | 19            |            |

### Remixalbum
| Titel   | Album detaljer                                                      | Listplacering |
| Titel   | Album detaljer                                                      | SWE           |
| ------- | ------------------------------------------------------------------- | ------------- |
| Remixed | - Släppt: November 1998 - Skivbolag: Stockholm Records - Format: CD | 33            |

### Samlingsalbum
| Titel               | Album detaljer                                             |
| ------------------- | ---------------------------------------------------------- |
| At The Rebel's Room | - Släppt: 1995 - Skivbolag: Stockholm Records - Format: CD |

### EP-skivor
| Titel                                         | Album detaljer                                                 | Listplacering |
| Titel                                         | Album detaljer                                                 | SWE           |
| --------------------------------------------- | -------------------------------------------------------------- | ------------- |
| N.S.F.M.C (Not Suitable For Mass Consumption) | - Släppt: Maj 1995 - Skivbolag: Fluid Records - Format: CD, LP | 33            |

### Singlar
| Titel                              | År   | Listplacering | Listplacering | Listplacering | Listplacering | Listplacering | Listplacering | Certifikat               | Album           |
| Titel                              | År   | SWE           | NOR           | FIN           | BEL           | FRA           | NL            | Certifikat               | Album           |
| ---------------------------------- | ---- | ------------- | ------------- | ------------- | ------------- | ------------- | ------------- | ------------------------ | --------------- |
| "Purpose In Life"                  | 1996 | 45            | —             | —             | —             | —             | —             |                          | LP              |
| "In My Mind"                       | 1997 | 6             | 4             | 9             | 34            | 13            | 23            | - GLF Guld - SNEP Silver | LP              |
| "I Love You (Beaty And The Beast)" | 1997 | 42            | —             | 15            | —             | —             | —             |                          | LP              |
| "Nowhere To Hide"                  | 1997 | 42            | —             | —             | 38            | 52            | 72            |                          | LP              |
| "Trespasser"                       | 1998 | 35            | —             | —             | —             | —             | —             |                          | LP              |
| "Believe"                          | 1998 | 5             | 5             | —             | —             | —             | —             | - GLF Guld               | Remixed         |
| "Start Rockin'"                    | 2000 | 4             | 16            | 11            | —             | —             | —             | - GLF Guld               | Fastlane People |
| "Only U"                           | 2000 | 29            | —             | —             | —             | —             | —             |                          | Fastlane People |
| "Catch Me"(featuring Timbuktu)     | 2000 | —             | —             | —             | —             | —             | —             |                          | Fastlane People |

### Musikvideor
| Titel                  | År   |
| ---------------------- | ---- |
| "Beauty And The Beast" | 1995 |
| "Purpose In Life"      | 1996 |
| "In My Mind"           | 1997 |
| "Nowhere To Hide"      | 1997 |
| "Believe"              | 1998 |
| "Start Rockin'"        | 2000 |
| "Only U"               | 2000 |

### Demoutgivningar
| Titel   | År   |
| ------- | ---- |
| Sampler | 2000 |